# Anton Schilhan
Anton Schilhan (* 2. Oktober 1952 in Schweinfurt) ist ein deutscher Priester und römisch-katholischer Theologe.
Schilhan studierte Katholische Theologie und Philosophie an der Julius-Maximilians-Universität Würzburg und der Johannes Gutenberg-Universität Mainz. 1983 empfing er durch Paul-Werner Scheele die Priesterweihe. Er war Kaplan in Ebelsbach und Alzenau und wurde 1984 Pfarrer von Großwenkheim, später auch Kleinwenkheim, Seubrigshausen und Fridritt.
Nach einem Promotionsstudium des Kirchenrechts an der Päpstlichen Universität Antonianum in Rom wurde er mit der Dissertation „Die Ehe nach dem Verständnis des Zweiten Vatikanischen Konzils“ zum Dr. iur can. promoviert. 2001 promovierte er in Budapest mit einer Dissertation über „Die Auferstehung Jesu unter fundamentaltheologischem Aspekt“ zum Dr. theol. 1983 wurde er zum Professor an der Katholischen Péter-Pázmány-Universität ernannt. Er hält Vorlesungen bei den Augustiner-Chorherren in Villingen, an der Baronius-Akademie des Institut St. Philipp Neri, der Universität Potsdam sowie der Gustav-Siewerth-Akademie, an der er als Prorektor, Spiritual und Hochschulseelsorger wirkt.

## Ehrungen
- Ehrendomherr der Maria-Himmelfahrt-Kathedrale in Lemberg, Ukraine (1992)
- Ehrendomherr des Domkapitels in Breslau, Polen (1993)